# Amphoe Phayu
Amphoe Phayu (in Thai อำเภอ พยุห์) ist ein Landkreis (Amphoe – Verwaltungs-Distrikt) im Zentrum der Provinz Si Sa Ket. Die Provinz Si Sa Ket liegt in der Nordostregion von Thailand, dem so genannten Isan. 

## Geographie
Amphoe Phayu grenzt an die folgenden Distrikte (von Norden im Uhrzeigersinn): an die Amphoe Mueang Si Sa Ket, Nam Kliang, Si Rattana, Phrai Bueng und Wang Hin. Alle Amphoe liegen in der Provinz Si Sa Ket.

## Geschichte
Phayu wurde am 30. April 1994  zunächst als „Zweigkreis“ (King Amphoe) eingerichtet, indem seine fünf Tambon vom Amphoe Mueang Si Sa Ket abgetrennt wurden.
Am 11. Oktober 1997 wurde er zum Amphoe heraufgestuft.

## Verwaltung

### Provinzverwaltung
Der Landkreis Phayu ist in fünf Tambon („Unterbezirke“ oder „Gemeinden“) eingeteilt, die sich weiter in 66 Muban („Dörfer“) unterteilen.
| Nr. | Name        | Thai     | Muban | Einw. |
| --- | ----------- | -------- | ----- | ----- |
| 1.  | Phayu       | พยุห์      | 13    | 9.434 |
| 2.  | Phrom Sawat | พรหมสวัสดิ์ | 20    | 9.141 |
| 3.  | Tamyae      | ตำแย     | 15    | 7.631 |
| 4.  | Non Phek    | โนนเพ็ก   | 11    | 6.011 |
| 5.  | Nong Kha    | หนองค้า   | 07    | 3.804 |

### Lokalverwaltung
Es gibt eine Kommune mit „Kleinstadt“-Status (Thesaban Tambon) im Landkreis:
- Phayu (Thai: เทศบาลตำบลพยุห์), bestehend aus Teilen des Tambon Phayu.

Außerdem gibt es fünf „Tambon-Verwaltungsorganisationen“ (องค์การบริหารส่วนตำบล – Tambon Administrative Organizations, TAO):
- Phayu (Thai: องค์การบริหารส่วนตำบลพยุห์)
- Phrom Sawat (Thai: องค์การบริหารส่วนตำบลพรหมสวัสดิ์)
- Tamyae (Thai: องค์การบริหารส่วนตำบลตำแย)
- Non Phek (Thai: องค์การบริหารส่วนตำบลโนนเพ็ก)
- Nong Kha (Thai: องค์การบริหารส่วนตำบลหนองค้า)